# Lauren Conrad

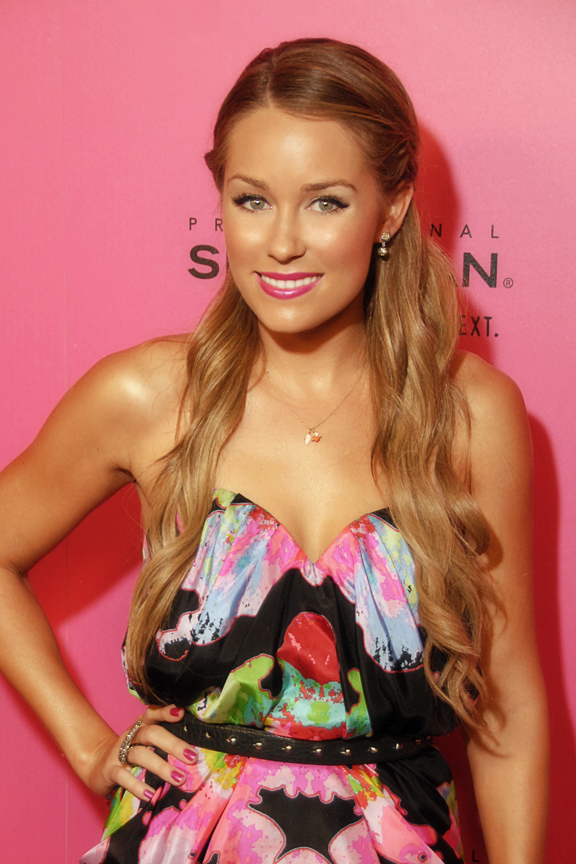
Lauren Conrad in Hollywood (2009)

Lauren Katherine Conrad (* 1. Februar 1986 in Laguna Beach, Kalifornien), auch L.C. genannt, ist eine US-amerikanische Reality-TV-Darstellerin und Modedesignerin. Bekannt wurde sie durch ihre Rollen in den Reality-TV-Serien Laguna Beach – The Real Orange County und The Hills auf MTV.

## Biografie
Conrad ist Tochter von Jim und Katherine Conrad. Sie hat eine drei Jahre jüngere Schwester, Breanna, die in der dritten Staffel von Laguna Beach - The Real Orange County mitwirkte, und einen sechs Jahre jüngeren Bruder namens Brandon.
Nach ihrem Abschluss an der Laguna Beach High School ging sie nach San Francisco, um an der Academy of Art University Modedesign zu studieren. Bereits nach einem Semester brach sie ihr Studium ab und kehrte nach Laguna Beach zurück. 2005 zog sie nach Los Angeles und studierte dort am Fashion Institute for Design and Merchandising.
Im Februar 2004, während ihres Abschlussjahrs an der Laguna Beach High School, begann MTV in der Serie Laguna Beach - The Real Orange County, ihr Leben und das von sieben anderen Teenagern zu filmen, nachdem sie von Adam DiVello (Produzent bei MTV, der auch an The City mitwirkt, seit 2007 Besitzer einer eigenen Produktionsfirma - DoneAndDone) auf dem Schulparkplatz angesprochen wurde. Bereits nach der ersten Staffel erhielten die Darsteller Schauspielangebote. Lauren Conrad, die nach einem Schauspielunterricht feststellte, dass sie nicht gut genug dafür war, entschloss sich für ein Studium an der Fashion Institute of Design and Merchandising. MTV entschloss sich für eine neue Reality-TV-Serie, The Hills, mit Lauren Conrad als Hauptfigur. Sie verließ die Serie Laguna Beach daher nach der zweiten Staffel und wirkte danach in den fünf Staffeln von The Hills mit. Doch 2009 verließ Lauren The Hills, um sich auf ihr Privatleben und das Schreiben zu konzentrieren.
Sie erschien auf dem Cover der Teen Vogue und im November 2008 auf dem Cover der Cosmopolitan. Sie wurde viermal bei den Teen Choice Awards in den Jahren 2006, 2007, 2008 und 2009 als bester weiblicher „TV - Choice Reality Star“ ausgezeichnet. Bei der Verleihung 2006 gewann sie damit gegen ihre Konkurrentin Kristin Cavallari aus der Vorgängerserie Laguna Beach.
Während der Serie brachte Lauren Conrad eine eigene Mode-Kollektion heraus, die in den USA in über 500 Boutiquen verkauft wurde. Zusätzlich trat sie in der Werbung für Mark cosmetics und AT&T auf. Das Forbes Magazine schätzte ihr Einkommen in den Jahren 2007 und 2008 auf 1,5 Millionen $.
Im Juni 2009 veröffentlichte Lauren Conrad ihr erstes Buch L.A. Candy. Es handelt von der 19-jährigen Jane Robert, die durch eine Reality-TV-Show berühmt wird. Bald gehört sie zu den bekanntesten TV-Stars in L.A., und der Ruhm bringt ihr mehr als sie sich je vorgestellt hat. In diesem Buch sind auch Erlebnisse und Erfahrungen von dem The Hills-Star beschrieben, doch zum größten Teil ist die Geschichte frei erfunden. Das Folgewerk hieß Sweet Little Lies, welches bald darauf durch Sugar And Spice fortgesetzt wurde.
In einem Interview mit Ryan Seacrest im September gab Conrad bekannt, mit einer neuen Reality-Show zu MTV zurückzukehren, allerdings geht es um ihre Karriere in der Mode-Industrie und ihr Privatleben wird kein Aspekt der Show sein. Die Dreharbeiten für die Show begannen im Oktober 2010. Die Show wurde später abgesagt, weil Conrad sich weigerte, ihr persönliches Leben zu zeigen.
Conrad war außerdem in einer Folge der Zeichentrickserie Family Guy zu sehen.
Seit 2014 ist sie mit dem US-amerikanischen Musiker William Tell verheiratet. Seit dem 5. Juli 2017 sind sie Eltern eines Sohnes.

## Werke
- L.A. Candy (L.A. Candy Novels, Band 1) 
 HarperCollins, 2009, ISBN 978-0-061-76758-6
- Sweet Little Lies (L.A. Candy Novels, Band 2) 
 HarperCollins, 2010, ISBN 978-0-061-76760-9
- Sugar and Spice (L.A. Candy Novels, Band 3) 
 HarperCollins, 2010, ISBN 978-0-061-76762-3
- Lauren Conrad Style 
 HarperCollins, 2010, ISBN 978-0-061-98914-8
- The Fame Game (The Fame Game Novels, Band 1) 
 HarperCollins, 2012, ISBN 978-0-007-45491-4
- Starstruck (The Fame Game Novels, Band 2) 
 HarperCollins, 2012, ISBN 978-0-007-45495-2
- Lauren Conrad Beauty 
 HarperCollins, 2012, ISBN 978-0-062-12845-4
- Infamous (The Fame Game Novels, Band 3) 
 HarperCollins, 2013, ISBN 978-0-062-07984-8
- Lauren Conrad Celebrate 
 Dey Street Books, 2016, ISBN 978-0-062-43832-4